# Mr. Dob

Mr. Dob est une œuvre de Takashi Murakami datant de 1992.
Mr. Dob prend pour Takashi Murakami une valeur d’autoportrait. Mais ce personnage est d’abord né dans un contexte particulier : il s’est révélé à un moment où des artistes comme Jenny Holzer ou Barbara Kruger, qui dans leurs travaux jouaient énormément sur le mot et son message, qui étaient présentés au Japon. Ce type d’œuvre avait un grand succès dans son pays quand Takashi Murakami a débuté. Le concept de Mr. Dob est né en relation à ces artistes, quand il s’est rendu compte qu’en alignant des mots sans rapport entre eux, il pouvait faire à la manière de Jenny Holzer. 
Murakami a d’abord créé des caissons lumineux qui portaient les mots « dobojite, dobojite, oshamanbe* », mais son objectif principal était de montrer que l’art prôné par ces artistes américains ne convenait pas du tout aux Japonais, qu’il fallait cesser cette imitation qui les tournait en ridicule.
Takashi Murakami a donc préféré se diriger vers les gags qu’il qualifie lui-même de stupides : ce choix parait pour lui être plus honnête. Mr. Dob est d’abord apparu sous la forme d’une simple figure avec deux oreilles (la gauche portant la lettre D, la droite la lettre B, le visage formant le O ), Dob étant l’abréviation du gag « dobojite, dobojite, oshamanbe » .
Il n’est devenu un personnage que par la suite, et a créé ainsi une image séduisante et kawaii (mignon) qui marque le Japon dans son quotidien et dans son imaginaire. D’abord reçu avec beaucoup de réserve, Mr. Dob devient par la suite un succès populaire qui à la force d'une image publicitaire.